# 翼をください!
『翼をください!』（つばさをください）は、1996年7月1日から9月23日までフジテレビ系 『月9』枠で、毎週月曜日21:00 - 21:54に放送された日本のテレビドラマ。主演は内田有紀。全12回。

## 概要
内田が『月9』で初めて主演した作品。
本編内にて佐藤浩市演じる澤木の視点からのナレーションが付されている。
なお、本作のプロデューサーである塩沢浩二は本作の放送終了後、1997年3月28日に強制性交等罪で逮捕され、フジテレビから懲戒解雇の処分が下されたため、本作が最後のプロデュース作品となった。
2025年現在映像ソフト化はされていない。

## あらすじ
奄美大島で叔母に育てられた川辺籐子。しかし高校生のある時、叔母の婚約者でもある代議士・山下からある生い立ちを嫌悪され、郷里を追い出されてしまう（書籍版では、同居に懸念を示す山下と苦悩する叔母の姿を見て、何も告げずに自ら東京へ向かう）。途方に暮れた籐子は2年前に自分をスカウトした芸能事務所社長の澤木広志と東京在住の祖父を頼り上京。しかし、澤木が経営していた事務所はすでに解散していた。籐子は澤木の薦めもあり、あるオーディションに応募する。

## キャスト
川辺 籐子
演 - 内田有紀
奄美大島で叔母とふたり暮らしだったが、芸能界を目指し澤木と祖父の元を訪れる。 寡黙な性格だったが、レッスンなどを経て次第に変化、役者として人気を得る。最終回で突如、引退を発表する。祖父と叔母によって届けられた戸籍上での出生年月日は1978年6月13日。血液型はO型。絵を描くのが得意。
桜木 淳弥
演 - 反町隆史
籐子の幼なじみで初恋の人。高校卒業後に奄美大島から上京。ラグビーのコーチをしていたが、部員に対して感情的な制裁を加えたことを理由に解雇される。麻美と籐子の間を揺れ動いたこともある。
吉村 臣
演 - 真木蔵人
画家志望の青年。物語終盤、籐子が心を許す相手となるが、それが籐子に芸能界からの引退を決意させることになる。
三井 麻実
演 - 水野美紀
淳弥の憧れの人。のちに淳弥と交際する。　
西村 真弓
演 - 矢田亜希子
籐子とはデビュー前からの友人。しかし活躍してゆく籐子に嫉妬を覚え、中傷した事もある。
原島 五月
演 - 細川直美
芸能プロダクションの社員。
川辺 千鶴
演 - 奈美悦子
籐子の母方の叔母。自分の父（籐子の祖父）・政人の籐子に対する不器用な接し方を心配し、籐子の養母となったが、山下重明との婚姻に伴い籐子を手放す事になる。政人同様に愛情表現が下手な面があり、籐子の性格に影響を与えてしまう。政人の死後は、山下に命じられ政人の遺産を要求する。
ノベライズ版ではラストで、籐子の元を訪れ、山下の本心と自身の愛情を伝えている。
吉本 孝史
演 - 宇梶剛士
石野 達郎
演 - 今井雅之
原田 智子
演 - 星野有香
北村 晃介
演 - 升毅
音楽プロデューサー。籐子を高く評価する。
山下 重明
演 - 大林丈史
鹿児島県の県会議員。千鶴と政略結婚をするが、私生児の籐子を嫌悪。千鶴との結婚式に列席させず、籐子への嫌がらせを展開し奄美大島から追放。後に政治家として窮地に立たされると同時に、経済的な問題が発生したこともあり、政治資金として政人の遺産を狙う。
ノベライズ版では、自分の実娘が「籐子に父を奪われるのでは？」と嫉妬、逆上する態度を示したため困惑。その際の自分の態度を誤解した籐子に去られてしまった事から、籐子を気に掛け続けるようになり、実娘の自立を機に自分たちの家庭への出入りを許すことを千鶴から伝えさせる。籐子への嫌がらせ・遺産狙い等の行為はしていない設定に変更されている。
籐子の異父妹
演 - 佐藤仁美
母である美里とふたり暮らし。母から姉妹と聞かされていた籐子に憧れ、匿名で籐子へ白い羽根を送っていた。心臓の移植手術のため、海外へ旅立つ。
志村 幹夫
演 - 石田太郎
籐子が所属する芸能事務所の経営者。籐子を彼女の実際の生い立ちと重なるストーリーの映画に出演させる。
川辺 美里
演 - 山口果林
籐子の実母。籐子を妊娠中に籐子の父となる人物と破局。間もなく他の男に関心が移り、出生届を出さずに籐子を置き去りにしてしまう。のちに籐子と再会するが、自分の父・政人を始めとする周囲の者から苦言を呈された事もあり、2番目の娘の手術を理由に去って行く。
川辺 政人
演 - 中村嘉葎雄
籐子の祖父。東京タワー周辺に住んでいる。美里に置き去りにされた籐子を育てていた時期もある。やや頑固な面があり、自分を頼って来た籐子に、最初はつれない態度で接していたが、本心では愛情を注いでいる。籐子が芸能界で活躍する姿を見届けてから急死する。
澤木 広志
演 - 佐藤浩市
以前は芸能事務所を経営していたが、ある出来事がきっかけで閉鎖。志村の事務所に移籍し、籐子のマネージャーを引き受ける。最終回ラストで籐子の引退をマスコミに伝える。
その他のキャスト
マーク・パンサー
籐子の初めてのキスシーンの相手。
山崎一
浅野和之
高橋克実
大河内浩
舘大介
京晋佑

## スタッフ
- 脚本 - 坂元裕二、橋部敦子
- 演出 - 中江功、永山耕三、臼井裕詞
- プロデュース - 塩沢浩二
- 音楽 - 小室哲哉、岩代太郎
- 主題歌 - 内田有紀&m.c.A・T「EVER&EVER」
- 演出補 - 山下学美、高丸雅隆
- プロデュース補 - 伊藤達哉
- 制作主任 - 谷正光、坂下哲也
- 制作著作 - フジテレビ

## 放送日程
| 第1話                                                     | 7月01日 | 私を買って下さい   | 15.2% |
| 第2話                                                     | 7月08日 | オーディション     | 13.3% |
| 第3話                                                     | 7月15日 | ずっと好きだった   | 15.3% |
| 第4話                                                     | 7月22日 | ファースト・キス   | 15.1% |
| 第5話                                                     | 8月05日 | 夢を見たいから     | 15.5% |
| 第6話                                                     | 8月12日 | 最後まで走りたい   | 11.6% |
| 第7話                                                     | 8月19日 | 切り裂かれた純愛   | 12.9% |
| 第8話                                                     | 8月26日 | せつない別れ       | 11.5% |
| 第9話                                                     | 9月02日 | わたしは誰?        | 14.1% |
| 第10話                                                    | 9月09日 | 壊れた人形         | 14.1% |
| 第11話                                                    | 9月16日 | 裸のアイドル       | 13.2% |
| 最終話                                                    | 9月23日 | 空を飛ぶ鳥のように | 11.5% |
| 平均視聴率13.6%（視聴率は関東地区・ビデオリサーチ社調べ） |         |                    |       |